# سرجیو ایبارا
سرجیو ایبارا (انگلیسی: Sergio Ibarra؛ زادهٔ ۱۱ ژانویهٔ ۱۹۷۳) بازیکن فوتبال اهل آرژانتین است.